# Claudine Tychon
 (mai 2024).
Si vous disposez d'ouvrages ou d'articles de référence ou si vous connaissez des sites web de qualité traitant du thème abordé ici, merci de compléter l'article en donnant les références utiles à sa vérifiabilité et en les liant à la section « Notes et références ».
 (mai 2024).
 (mai 2024).
La mise en forme du texte ne suit pas les recommandations de Wikipédia : il faut le « wikifier ».
Les points d'amélioration suivants sont les cas les plus fréquents. Le détail des points à revoir est peut-être précisé sur la page de discussion.
- Les titres sont pré-formatés par le logiciel. Ils ne sont ni en capitales, ni en gras.
- Le texte ne doit pas être écrit en capitales (les noms de famille non plus), ni en gras, ni en italique, ni en « petit »…
- Le gras n'est utilisé que pour surligner le titre de l'article dans l'introduction, une seule fois.
- L'italique est rarement utilisé : mots en langue étrangère, titres d'œuvres, noms de bateaux, etc.
- Les citations ne sont pas en italique mais en corps de texte normal. Elles sont entourées par des guillemets français : « et ».
- Les listes à puces sont à éviter, des paragraphes rédigés étant largement préférés. Les tableaux sont à réserver à la présentation de données structurées (résultats, etc.).
- Les appels de note de bas de page (petits chiffres en exposant, introduits par l'outil «  Source ») sont à placer entre la fin de phrase et le point final[comme ça].
- Les liens internes (vers d'autres articles de Wikipédia) sont à choisir avec parcimonie. Créez des liens vers des articles approfondissant le sujet. Les termes génériques sans rapport avec le sujet sont à éviter, ainsi que les répétitions de liens vers un même terme.
- Les liens externes sont à placer uniquement dans une section « Liens externes », à la fin de l'article. Ces liens sont à choisir avec parcimonie suivant les règles définies. Si un lien sert de source à l'article, son insertion dans le texte est à faire par les notes de bas de page.
- La présentation des références doit suivre les conventions bibliographiques. Il est recommandé d'utiliser les modèles {{Ouvrage}}, {{Chapitre}}, {{Article}}, {{Lien web}} et/ou {{Bibliographie}}. Le mode d'édition visuel peut mettre en forme automatiquement les références.
- Insérer une infobox (cadre d'informations à droite) n'est pas obligatoire pour parachever la mise en page.

Pour une aide détaillée, merci de consulter Aide:Wikification.
Si vous pensez que ces points ont été résolus, vous pouvez retirer ce bandeau et améliorer la mise en forme d'un autre article.
Claudine Tychon est une costumière et styliste[réf. nécessaire] belge.

## Filmographie partielle
(mai 2024).

### Au cinéma
Cheffe costumière
- 1994 : Comme un air de retour de Loredana Bianconi (téléfilm)
- 2007 : Ni oui ni nom de Delphine Noels (court métrage)
- 2008 : Incellar de Laurie Colson (court métrage)
- 2009 : La Chanteuse de tango de Diego Martinez Vignatti (long métrage)
- 2009 : Honoré Fragonard, la passion de l'anatomie de Jacques Donjean (long métrage)
- 2010 : C'est déjà l'été de Martijn Maria Smits (long métrage)
- 2012 : La Cinquième Saison de Jessica Woodworth et Peter Brosens (long métrage)
- 2014 :  Je te survivrai de Sylvestre Sbille (long métrage)
- 2014 : Les trois serments de Jacques Donjean (documentaire)
- 2015 : Welcome Home de Philippe de Pierpont (long métrage)
- 2016 : King of the Belgians (long métrage)
- 2016 : Souvenir de Bavo Defurne (long métrage)
- 2017 : Baby Phone de Olivier Casas (long métrage)
- 2017 : Grand Froid de  Gérard Pautonnier (long métrage)
- 2017 : Momo de  Vincent Lobelle et Sébastien Thiéry (long métrage)
- 2018 : Seule à mon mariage de Marta Bergman (long métrage)
- 2019 : Plein la vue de Philippe Lyon (long métrage)
- 2020 :  Une sirène à Paris de Mathias Malzieu (long métrage)
- 2020 : Dreamland de Bruce McDonald (long métrage)
- 2021 : La Ruche de Christophe Hermans (long métrage)
- 2022 : 16 ans de Philippe Lioret (long métrage)
- 2022 : Chroma de Jean-Laurent Chautems (long métrage)
- 2023 : La Flotte de Jessica Woodworth (court métrage)
- 2024 : Les Poings serrés de Vivian Goffette (long métrage)
- Black Box de Asli Özge (long métrage)
- The Nightman de Mélanie Delloye (long métrage)
- 2024 : Le rêve de Fanny de Jean-Christophe Yu (long métrage)
- 2023 : Laissez-moi de Maxime Rappaz (long métrage)

#### À la télévision
- 2006 : Austerlitz, la victoire en marchant  (téléfilm)
- 2011 : L'Aventure humaine  (série télévisée, 1 épisode)

### Équipe costume et habillage

#### Au cinéma
- 2007 : Formidable de Dominique Standaert
- 2008 : Le Silence de Lorna
- 2009 : La Régate
- 2013 : La Marque des anges (Miserere)
- 2015 : Welcome Home
- 2016 : Souvenir de Bavo Defurne
- 2017 : Momo de Sébastien Thiéry
- 2018 : Duelles
- 2018 : Seule à mon mariage
- 2019 : Deux
- 2019 : Dreamland de Bruce McDonald
- 2019 : The Room de Christian Volckman
- 2021 : Animals de Nabil Ben Yadir
- 2021 : Inexorable
- 2023 : Les Dernières Cendres (Läif a Séil) de Loïc Tanson
- Les Poings serrés  (en post-production)

#### À la télévision
- 1994 :  Tempêtes  (téléfilm)
- 2011 : Het gordijnpaleis van Ollie Hartmoed  (série télévisée, 1 épisode)
- Beyond Black Beauty  (série télévisée en cours de production, 7 épisodes)

## Récompenses et distinctions
- Magritte des meilleurs costumes :  
  - 2018 : nommée, pour King of the Belgians (2016)
  - 2020 : lauréate, pour Seule à mon mariage (2018)

- (en) Claudine Tychon: Awards, sur l'Internet Movie Database